# Xenonemesia otti
Espèce
Xenonemesia otti est une espèce d'araignées mygalomorphes de la famille des Pycnothelidae.

## Distribution
Cette espèce est endémique de l'État du Rio Grande do Sul au Brésil,. Elle se rencontre vers Viamão.

## Description
Le mâle holotype mesure 7,20 mm et la femelle paratype 8,80 mm, les mâles mesurent de 6,80 à 7,20 mm.

## Systématique et taxinomie
Cette espèce a été décrite par Indicatti, Lucas et Brescovit en 2007.

## Étymologie
Cette espèce est nommée en l'honneur de Ricardo Ott.

## Publication originale
- Indicatti, Lucas & Brescovit, 2007 : « A new species of the spider genus Xenonemesia Goloboff and first record of X. platensis Goloboff from Brazil (Araneae, Mygalomorphae, Microstigmatidae). » Zootaxa, no 1485, p. 43-49.